# Sinocyclocheilus jiuxuensis
Sinocyclocheilus jiuxuensis är en fiskart som beskrevs av Li och Lan 2003. Sinocyclocheilus jiuxuensis ingår i släktet Sinocyclocheilus och familjen karpfiskar. Inga underarter finns listade i Catalogue of Life.